# خیرآباد سفلی (درگز)
خیرآباد سفلی یا کلاته هاشم‌آباد، روستایی از توابع بخش لطف‌آباد شهرستان درگز در استان خراسان رضوی ایران است.

## جمعیت
این روستا در دهستان دیباج قرار دارد و براساس سرشماری مرکز آمار ایران در سال ۱۳۸۵، جمعیت آن ۱۰۱ نفر (۲۹خانوار) بوده‌است.

## دهیاری
این روستا دارای دهیاری است. زمین بازی خوبی دارد که جوانان این روستا مشغول باشند.

## مشکلات مدرسه
این روستا دارای مدرسه ضعیفی  می باشد. و دانش آموزان این روستا برای تحصیل بهتر مجبور به رفتن به شهر درگز می باشند.